# Velika nagrada Neaplja
Velika nagrada Neaplja je bila avtomobilistična dirka, ki je med letoma 1934 in 1962 potekala v okolici italijanskega mesta Neapelj.

## Zmagovalci
| Leto | Zmagovalec                          | Dirkalnik              | Poročilo |
| ---- | ----------------------------------- | ---------------------- | -------- |
| 1933 | Gianfranco Comotti                  | Alfa Romeo 8C          | Poročilo |
| 1934 | Tazio Nuvolari                      | Maserati 6C-34         | Poročilo |
| 1937 | Giuseppe Farina Carlo Felice Trossi | Alfa Romeo 12C         | Poročilo |
| 1938 | Aldo Marazza                        | Maserati 4CS           | Poročilo |
| 1939 | John Peter Wakefield                | Maserati 6CL           | Poročilo |
| 1948 | Luigi Villoresi                     | Osca MT4               | Poročilo |
| 1949 | Roberto Vallone                     | Ferrari 166C           | Poročilo |
| 1950 | Franco Cortese                      | Ferrari 166            | Poročilo |
| 1951 | Alberto Ascari                      | Ferrari 166            | Poročilo |
| 1952 | Giuseppe Farina                     | Ferrari Ferrari 500 F2 | Poročilo |
| 1953 | Giuseppe Farina                     | Ferrari Ferrari 500 F2 | Poročilo |
| 1954 | Luigi Musso                         | Maserati A6GCS         | Poročilo |
| 1955 | Alberto Ascari                      | Lancia D50             | Poročilo |
| 1956 | Robert Manzon                       | Gordini T16            | Poročilo |
| 1957 | Peter Collins                       | Lancia-Ferrari D50     | Poročilo |
| 1958 | Joakim Bonnier                      | Maserati-200S          | Poročilo |
| 1959 | Tony Settember                      | Maserati               | Poročilo |
| 1960 | Menato Boffa                        | Maserati               | Poročilo |
| 1961 | Giancarlo Baghetti                  | Ferrari 156            | Poročilo |
| 1962 | Willy Mairesse                      | Ferrari 156            | Poročilo |